# 3432 Kobuchizawa
3432 Kobuchizawa este un asteroid din centura principală, descoperit pe 7 martie 1986 de Masaru Inoue și Osamu Muramatsu.